# Lembarg
Lembarg – wieś w Polsce położona w województwie kujawsko-pomorskim, w powiecie brodnickim, w gminie Jabłonowo Pomorskie.

## Podział administracyjny

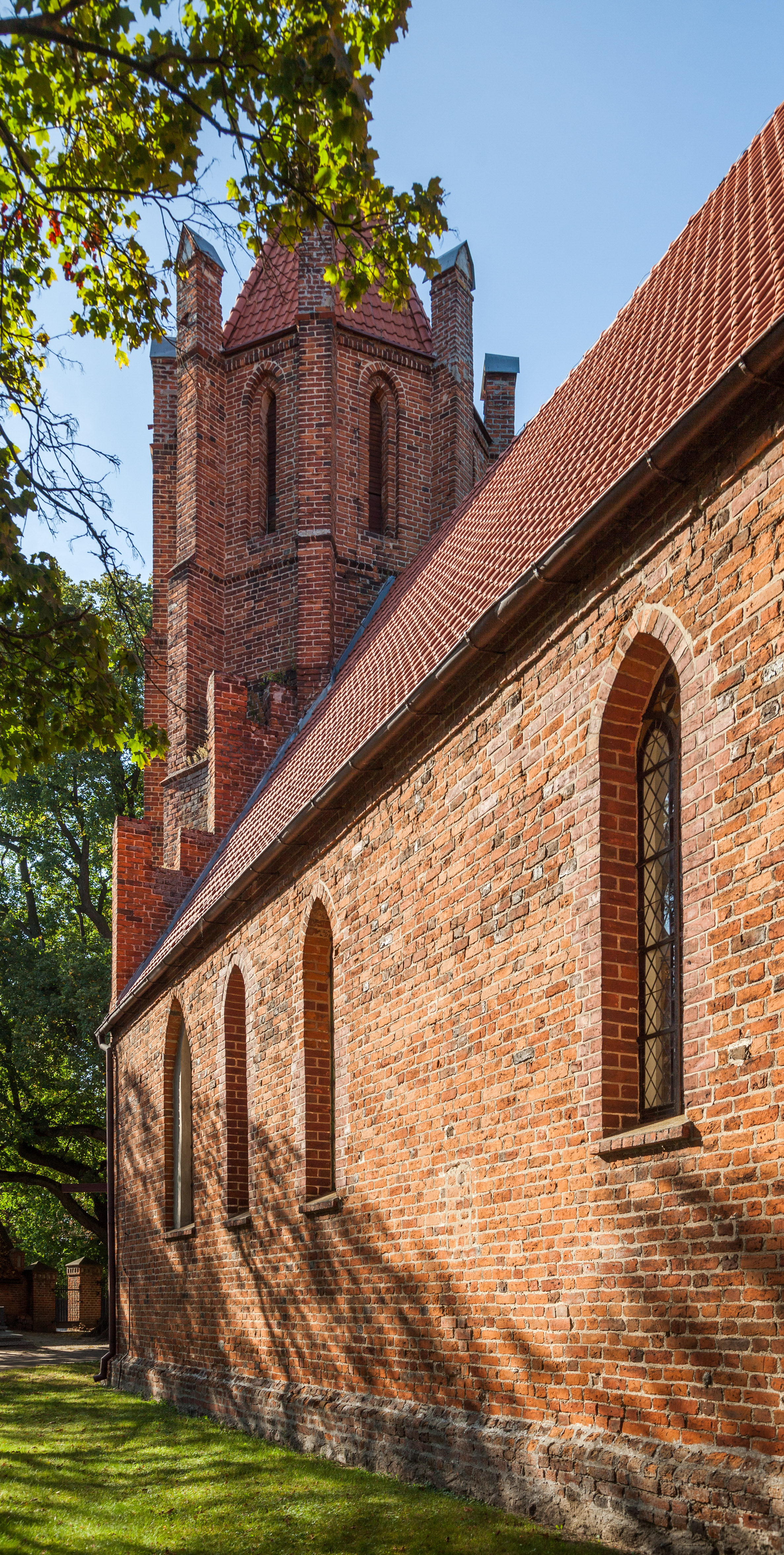
Kościół św. Apostołów Piotra i Pawła w Lembargu

W latach 1975–1998 miejscowość administracyjnie należała do województwa toruńskiego.

## Demografia
Według Narodowego Spisu Powszechnego (III 2011 r.) liczył 379 mieszkańców. Jest szóstą co do wielkości miejscowością gminy Jabłonowo Pomorskie.

## Położenie
Przez miejscowość przepływa niewielka rzeka Lutryna, dopływ Osy.

## Zabytki
Według rejestru zabytków NID na listę zabytków wpisany jest kościół parafialny pw. św.św. Piotra i Pawła z 1 poł. XIV w., 1507, 1700, k. XIX w., nr rej.: A/1381 z 24.10.1929. Jest on siedzibą parafii św. Apostołów Piotra i Pawła w Lembargu.